# GLEAT
La GLEAT è una federazione di wrestling giapponese, fondata nel 2020 dalla Lidet Entertainment, già proprietaria della Pro Wrestling Noah, dopo che la suddetta federazione è stata acquistata dalla CyberAgent. La GLEAT è presieduta da Hiroyuki Suzuki e dal mixed martial artist Kiyoshi Tamura.

## Storia
Dopo aver venduta la Pro Wrestling Noah alla CyberAgent, il presidente della Lidet Hiroyuki Suzuki ha fondato la GLEAT assieme a Kiyoshi Tamura, portando con sé in dirigenza i wrestler Kaz Hayashi e Nosawa Rongai. In seguito, anche grazie al successo dei primi spettacoli, molti wrestlers hanno firmato con la GLEAT, fra cui Ryuichi Kawakami dalla Big Japan Pro Wrestling e i membri degli #StrongHearts CIMA, El Lindaman (che diventerà il primo G-Rex Champion della compagnia) e T-Hawk, che hanno lasciato la Oriental Wrestling Entertainment.

## Titoli
| Titolo                  | Campione           | Data          | Luogo | Evento                                  |
| ----------------------- | ------------------ | ------------- | ----- | --------------------------------------- |
| G-REX Championship      | Katsuhiko Nakajima | 1 luglio 2025 | Tokyo | GLEAT Ver. 19 - 4th Anniversary Special |
| LIDET UWF Championship  | Katsuhiko Nakajima | 1 luglio 2024 | Tokyo | GLEAT Ver. 12                           |
| G-INFINITY Championship | Vacanti            | 9 luglio 2025 |       |                                         |
| G-RUSH Championship     | Vacante            | 9 luglio 2025 |       |                                         |

## Parco Atleti

### Legenda
| Sigla | Divisione      | Regolamento            |
| ----- | -------------- | ---------------------- |
| G     | G Prowrestling | Wrestling tradizionale |
| U     | Lidet UWF      | Shoot Style            |
| M     |                | Arti marziali miste    |

### Atleti

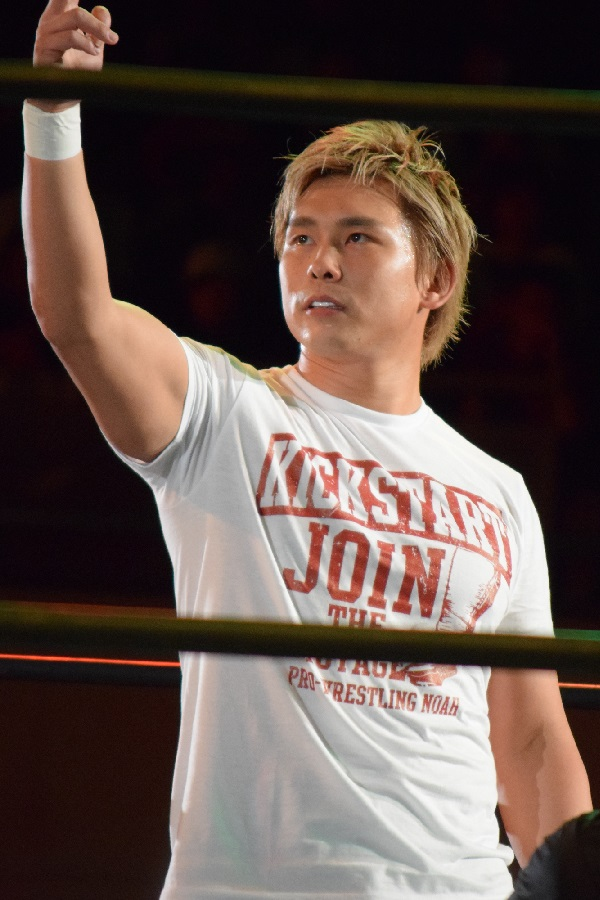
Katsuhiko Nakajima, G-REX e LIDET UWF Champion

| Wrestler           | Nome reale         | Divisione | Divisione | Divisione | Affiliazione                   | Note                              |
| Wrestler           | Nome reale         | G         | U         | M         | Affiliazione                   | Note                              |
| ------------------ | ------------------ | --------- | --------- | --------- | ------------------------------ | --------------------------------- |
| Brass Knuckles JUN | Jun Tonsho         | ✓         |           |           | Anti-GLE Monsters              | Freelancer                        |
| Check Shimatani    | Nobuhiro Shimatani | ✓         |           |           | Tokyo Bad Boys                 | Freelancer                        |
| Chris Vice         | Chris Vice         | ✓         |           |           | Anti-GLE Monsters              |                                   |
| CIMA               | Nobuhiko Oshima    | ✓         |           |           | #StrongHearts                  |                                   |
| El Lindaman        | Yuga Hayashi       | ✓         | ✓         |           | #StrongHearts                  |                                   |
| Go Miyake          | Go Miyake          | ✓         |           |           | Main Unit                      |                                   |
| Hayato Tamura      | Hayato Tamura      | ✓         |           |           | Bulk Orchestra                 |                                   |
| Junjie             | Zhao Junjie        | ✓         |           |           | G-rize                         |                                   |
| Kaito Ishida       | Kaito Ishida       | ✓         |           |           | Black Generation International |                                   |
| Katsuhiko Nakajima | Katsuhiko Nakajima | ✓         | ✓         |           |                                | LIDET UWF Champion G-REX Champion |
| Kazma Sakamoto     |                    | ✓         |           |           | Bulk Orchestra                 | Freelancer                        |
| Keiichi Sato       | Keiichi Sato       | ✓         |           |           | Anti-GLE Monsters              |                                   |
| Kotaro Suzuki      | Kotaro Suzuki      | ✓         |           |           | Black Generation International |                                   |
| Kouki Iwasaki      | Kouki Iwasaki      | ✓         |           |           | Bulk Orchestra                 |                                   |
| Maya Fukuda        | Maya Fukuda        |           | ✓         | ✓         | Home Team                      |                                   |
| Michiko            | Michiko Miyagi     | ✓         |           |           | Diamond Egoist                 |                                   |
| Minoru Tanaka      | Minoru Tanaka      | ✓         | ✓         | ✓         | Main Unit                      | UWF Official                      |
| Masato Kamino      | Masato Kamino      | ✓         |           |           | Yan's Family                   |                                   |
| Quiet Storm        |                    | ✓         |           |           | Bulk Orchestra                 |                                   |
| Ryuichi Kawakami   | Ryuichi Kawakami   | ✓         |           |           | Anti-GLE Monsters              |                                   |
| SBK                | Kento Kobune       | ✓         |           |           | Tokyo Bad Boys                 |                                   |
| Seiki Yoshioka     | Seiki Yoshioka     | ✓         |           |           | #StrongHearts                  |                                   |
| Shigehiro Irie     | Shigehiro Irie     | ✓         |           |           | #StrongHearts                  |                                   |
| So Daimonji        | So Daimonji        | ✓         | ✓         |           | Black Generation International |                                   |
| Soma Watanabe      | Soma Watanabe      | ✓         | ✓         |           | G-rize                         |                                   |
| T-Hawk             | Takuya Onodera     | ✓         |           |           | #StrongHearts                  |                                   |
| Takanori Ito       | Takanori Ito       | ✓         | ✓         |           | Yan's Family                   |                                   |
| Takehiro Yamamura  | Takehiro Yamamura  | ✓         |           |           | G-rize                         |                                   |
| Takuma             | Takuma Fujiwara    | ✓         |           |           | Tokyo Bad Boys                 |                                   |
| Tetsuya Izuchi     | Tetsuya Izuchi     | ✓         | ✓         |           | Black Generation International |                                   |
| Yu Iizuka          | Yu Iizuka          | ✓         | ✓         | ✓         | Home Team                      |                                   |
| Yusuke Kodama      | Yusuke Kodama      | ✓         |           |           | Yan's Family                   |                                   |
| Yutani             |                    | ✓         |           |           | Black Generation International |                                   |

### Personale dirigenziale
| Nome            | Nome reale      | Ruolo                        |
| --------------- | --------------- | ---------------------------- |
| Hiroyuki Suzuki | Hiroyuki Suzuki | Presidente                   |
| Kiyoshi Tamura  | Kiyoshi Tamura  | Direttore esecutivo          |
| Masato Yoshino  | Masato Yoshino  | G Pro wrestling Commissioner |
| Riki Chosu      | Mitsuo Yoshida  | Osservatore                  |